# Categoría (Kant)
En la filosofía de Immanuel Kant, una categoría (Categorie en el original o Kategorie en alemán moderno) es un concepto puro del entendimiento (Verstand). Una categoría kantiana es una característica de la apariencia de cualquier objeto en general, antes de que haya sido experimentado (a priori). Siguiendo a Aristóteles, Kant usa el término categorías para describir los conceptos puros del entendimiento, que se aplican a objetos de intuición en general a priori. Kant escribió además sobre las categorías: "son conceptos de un objeto en general, por medio de los cuales se considera que su intuición está determinada con respecto a una de las funciones lógicas para los juicios". Esta categoría no es una división clasificatoria, ya que la palabra se usa comúnmente, es en cambio, la condición de la posibilidad de los objetos en general, es decir, objetos como tales, todos y cada uno de los objetos, y no objetos específicos en particular. Kant enumeró doce categorías distintas pero relacionadas temáticamente.

## Significado de "categoría"
La palabra proviene del griego κατηγορία, katēgoria, que significa "lo que se puede decir, predicar o declarar y afirmar públicamente sobre algo". Una categoría es un atributo, propiedad, cualidad o característica que se puede predicar de una cosa. "Observo con respecto a las categorías que su empleo lógico consiste en su uso como predicados de objetos". Kant los llamó "predicados ontológicos".
Una categoría es lo que se puede decir de todo en general, es decir, de todo lo que es un objeto. John Stuart Mill escribió: "Se creía que las Categorías, o Predicamentos —la primera una palabra griega, la última su traducción literal en el idioma latino— eran una enumeración de todas las cosas susceptibles de ser nombradas, una enumeración por el summa géneros (tipo más elevado), es decir, las clases más extensas en las que se podían distribuir las cosas, que, por lo tanto, eran tantos Predicados más elevados, uno u otro de los cuales se suponía que podía afirmarse con la verdad de todos los nombres cosa alguna".
Aristóteles había afirmado que los siguientes diez predicados o categorías podían afirmarse de cualquier cosa en general: sustancia, cantidad, calidad, relación, acción, afecto (pasividad), lugar, tiempo (fecha), posición y estado. Se supone que estas son las cualidades o atributos que se pueden afirmar de todas y cada una de las cosas en la experiencia. Cualquier objeto particular que existe en el pensamiento debe haber podido tener las categorías atribuidas a él como posibles predicados porque las categorías son las propiedades, cualidades o características de cualquier objeto posible en general. Las Categorías de Aristóteles y Kant son las propiedades generales que pertenecen a todas las cosas sin expresar la naturaleza peculiar de ninguna cosa en particular. Kant apreció el esfuerzo de Aristóteles, pero dijo que su tabla era imperfecta porque como no tenía un principio rector, simplemente los recogió cuando se le ocurrieron.
Las Categorías no proporcionan conocimiento de objetos individuales particulares. Sin embargo, cualquier objeto debe tener Categorías como características para ser un objeto de experiencia. Se presupone o se asume que cualquier cosa que sea un objeto específico debe poseer Categorías como sus propiedades porque las Categorías son predicados de un objeto en general. Un objeto en general no tiene todas las Categorías como predicados al mismo tiempo. Por ejemplo, un objeto general no puede tener las Categorías cualitativas de realidad y negación al mismo tiempo. De manera similar, un objeto en general no puede tener unidad y pluralidad como predicados cuantitativos a la vez. Las Categorías de Modalidad se excluyen entre sí. Por lo tanto, un objeto general no puede tener simultáneamente las Categorías de posibilidad / imposibilidad y existencia / no existencia como cualidades.
Dado que las Categorías son una lista de lo que se puede decir de cada objeto, están relacionadas solo con el lenguaje humano. Al hacer una declaración verbal sobre un objeto, un hablante hace un juicio. Un objeto general, es decir, todo objeto, tiene atributos que están contenidos en la lista de Categorías de Kant. En un juicio o enunciado verbal, las Categorías son los predicados que se pueden afirmar de cada objeto y de todos los objetos.

## La tabla de juicios
Kant creía que la capacidad del humano para el entendimiento (alemán: Verstand, griego: dianoia "διάνοια", latín: ratio) pensar y conocer un objeto es lo mismo que emitir un juicio hablado o escrito sobre un objeto. Según él, "nuestra capacidad de juzgar es equivalente a nuestra capacidad de pensar".
Un juicio es el pensamiento de que se sabe que una cosa tiene cierta cualidad o atributo. Por ejemplo, la oración "La rosa es roja" es un juicio. Kant creó una tabla de las formas de tales juicios que se relacionan con todos los objetos en general.
| Categoría | Juicios      | Juicios    | Juicios    |
| --------- | ------------ | ---------- | ---------- |
| Cantidad  | Universal    | Particular | Singular   |
| Cualidad  | Afirmativo   | Negativo   | Infinito   |
| Relación  | Categórico   | Hipotética | Disyuntiva |
| Modalidad | Problemático | Asertórico | Apodíctico |

Kant utilizó esta tabla de juicios como modelo para la tabla de categorías. En conjunto, estas doce tablas constituyen la estructura formal para la concepción de la  arquitectónica kantiana, su sistema filosófico.

## La tabla de categorías
| Categoría | Categorías                                        | Categorías                                | Categorías               |
| --------- | ------------------------------------------------- | ----------------------------------------- | ------------------------ |
| Cantidad  | Unidad                                            | Pluralidad                                | Totalidad                |
| Cualidad  | Realidad                                          | Negación                                  | Limitación               |
| Relación  | Inherencia y Subsistencia (sustancia y accidente) | Causalidad y Dependencia (causa y efecto) | Comunidad (reciprocidad) |
| Modalidad | Posibilidad / Imposibilidad                       | Existencia / No existencia                | Necesidad / Contingencia |

## Esquema
Las categorías son completamente diferentes de las apariencias de los objetos. Según Kant, para relacionarse con fenómenos específicos, las categorías deben ser "aplicadas" a través del tiempo. La forma en que esto se hace se llama  esquema.